# Buiten Vissersstraat
De Buiten Vissersstraat is een eeuwenoud straatje in Amsterdam-Centrum; ze is ongeveer 32 meter lang.

## Geschiedenis en ligging
De straat is zichtbaar op kaarten vanaf dat Amsterdam aan de Nieuwe Zijde buiten de Singel gaat bouwen. De “hoofdstraat” wordt dan de Haarlemmerstraat die op een dijk aan het IJ werd gelegd, zoals te zien is op de kaart van Jacob van Deventer uit circa 1560; op die kaart is al een aantal zijstraten te zien. Het is de eerste zijstraat vanaf de Haringpakkerstoren, zo ook weergegeven op de kaart van Pieter Bast uit 1597. De straat eindigt op de dijk. Op de kaart van Dirck Cornelisz. Swart uit 1623 eindigt ze al buiten die dijk op een kade van een afgeschermd deel (palenwering) van het IJ. Balthasar Florisz. van Berckenrode (1625) noteert de straat onder 133 aan de Nieuwe Zijde onder de naam Visschers Straet, een combinatie van de latere Binnen Visschersstraat en Buiten Visschersstraat. Binnen en Buiten verwijzen naar de positie ten opzichte van die dijk gezien vanaf de Dam. Ook Joan Blaeu geeft die situatie weer (1649). Op de 18e eeuwse kaart van Gerrit de Broen wordt onderscheid gemaakt tussen de Binnen en Buiten Visscher Straat. De palenreeks wordt in 1832 vervangen door een dijklichaam waardoor het Westerdok ontstaat; de kade draagt in 1835 de naam Hout Tuynen. Een belangrijke ingreep vindt plaats met de komst van het Station Amsterdam Centraal. Een strook ten noorden van de Hout Tuynen werd aangeplempt en volgebouwd; de Binnen en Buiten Vissersstraat hebben geen uitzicht meer op het IJ. In plaats daarvan kijken de straten sinds 1884 uit op Gebouw Droogbak, origineel gebouwd voor de Hollandsche IJzeren Spoorweg-Maatschappij. 
De kruising Binnen en Buiten Visserstraat met de Haarlemmerstraat werd in 1906/1907 vastgelegd op foto door George Hendrik Breitner.

## Gebouwen
De originele bebouwing is in de 20e eeuw al lang verdwenen. Kleinere gebouwen zijn vervangen door grotere. De straat kent in 2022 slechts vijf huisnummers:
- Buiten Vissersstraat 1; een gebouw uit 1994, dat in de plaats kwam van een in 1957 gesloopt complex
- Buiten Vissersstraat 3; sinds oktober 1970 een rijksmonument (monumentnummer 5889) met de omschrijving “huis met gevel onder rechte lijst (1e helft 19e eeuw)”
- Buiten Vissersstraat 4 (Francisca), sinds september 2006 een gemeentelijk monument
- Buiten Vissersstraat 6-8 (Petrus), eveneens sinds september 2006 een gemeentelijk monument.

De hoekpanden met de Haarlemmerstraat dragen huisnummers aan die straat en dateren uit 1798 (nummer 34) en 1833 (nummer 32). Blikvanger aan de Buiten Vissersstraat is op de kruising met Droogbak rijksmonument 518378 Droogbak 13, een schepping van Adrianus Bleijs in neo-Hollandse Renaissancestijl.     
De straat is met zeven meter breedte te krap voor openbaar vervoer en voor kunst in de openbare ruimte. Uit een geheel andere tijd dan de straat stamt een schakelkast naar ontwerp van Pieter Lucas Marnette in de stijl van de Amsterdamse School. Die kon daar wel plat tegen de gevel geplaatst worden.

## Afbeelding

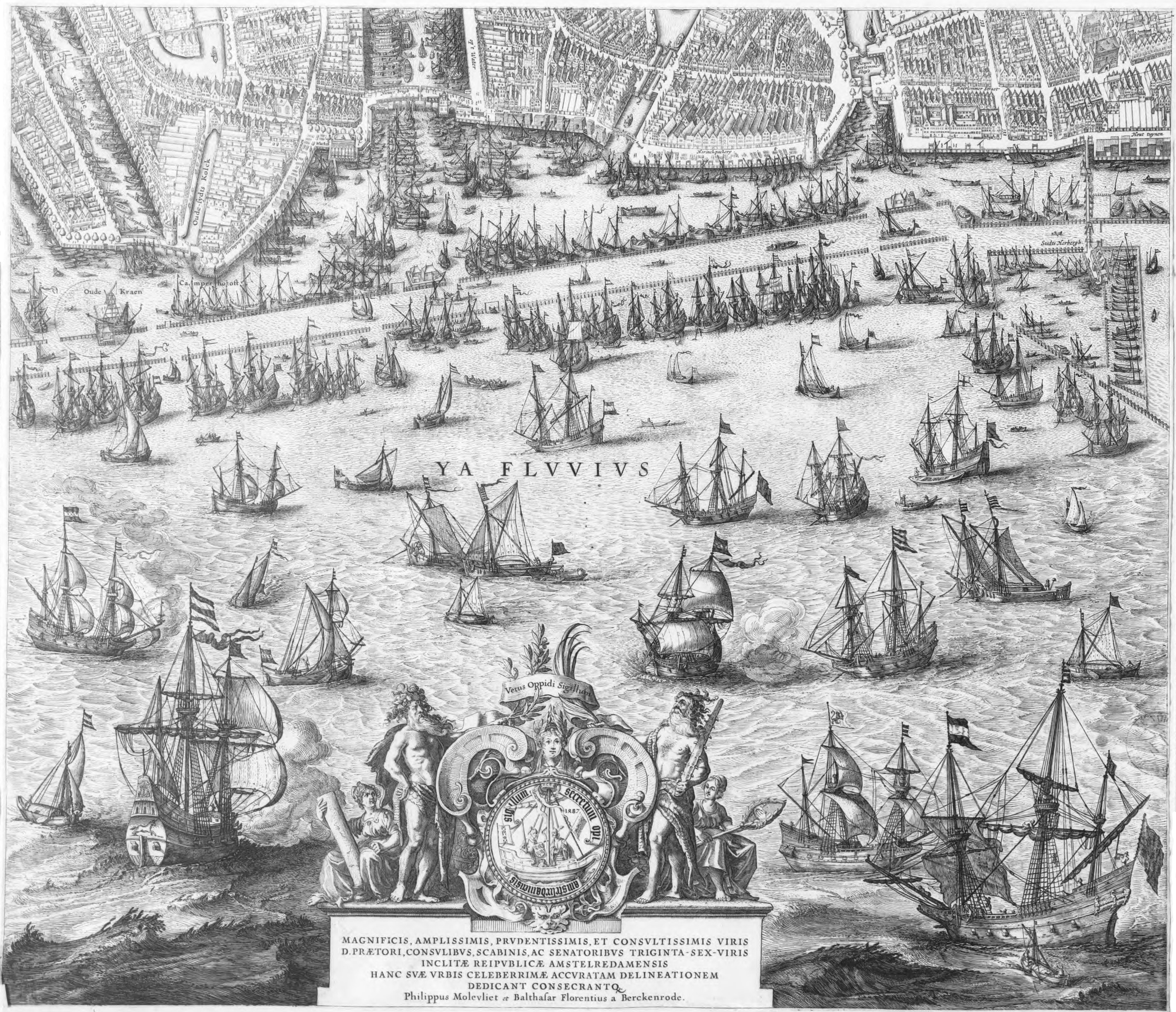
Kaartfragment uit 1625 met rechtsboven de Visschers Straet
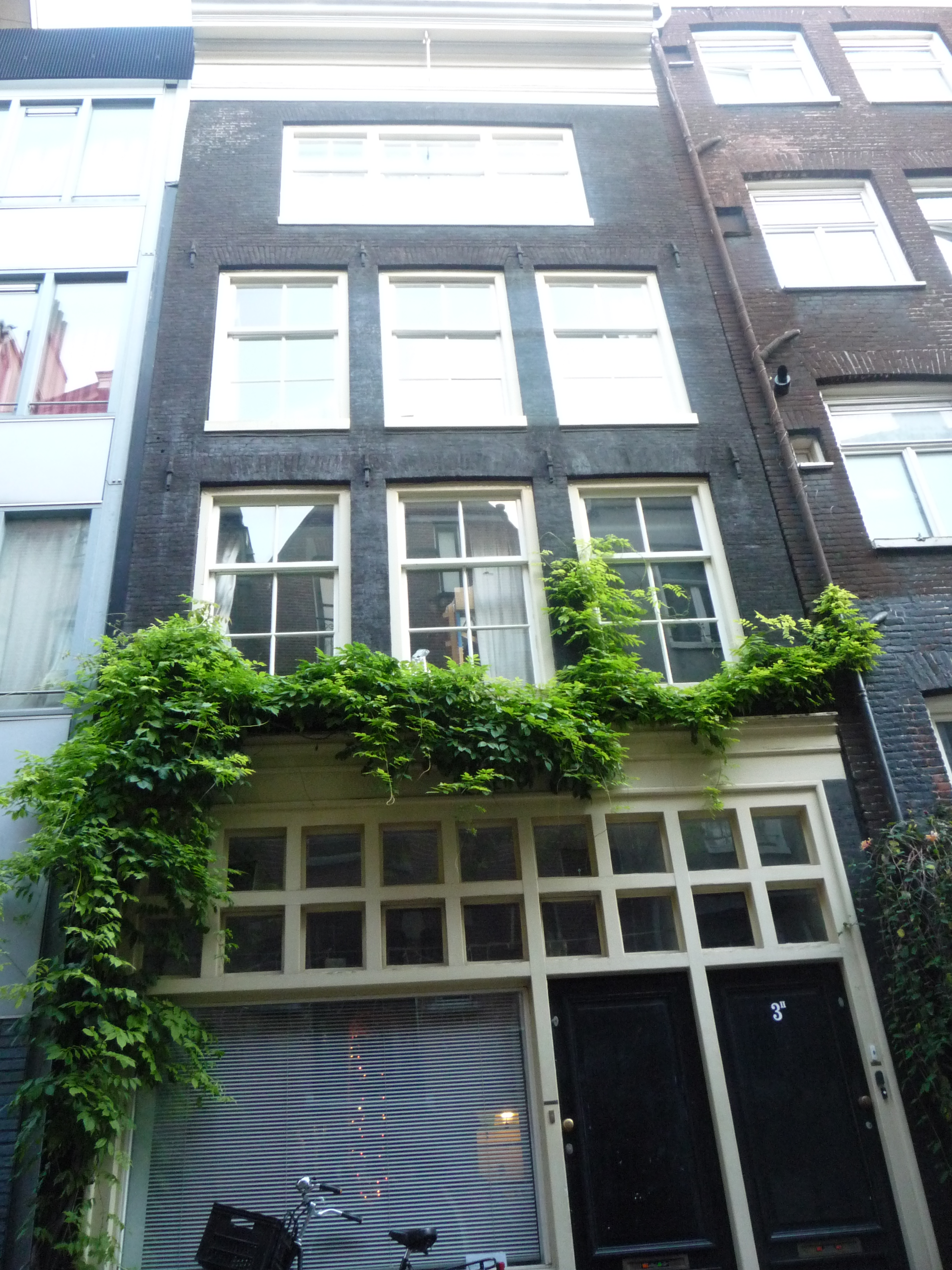
Buiten Visserstraat 3 (september 2010)
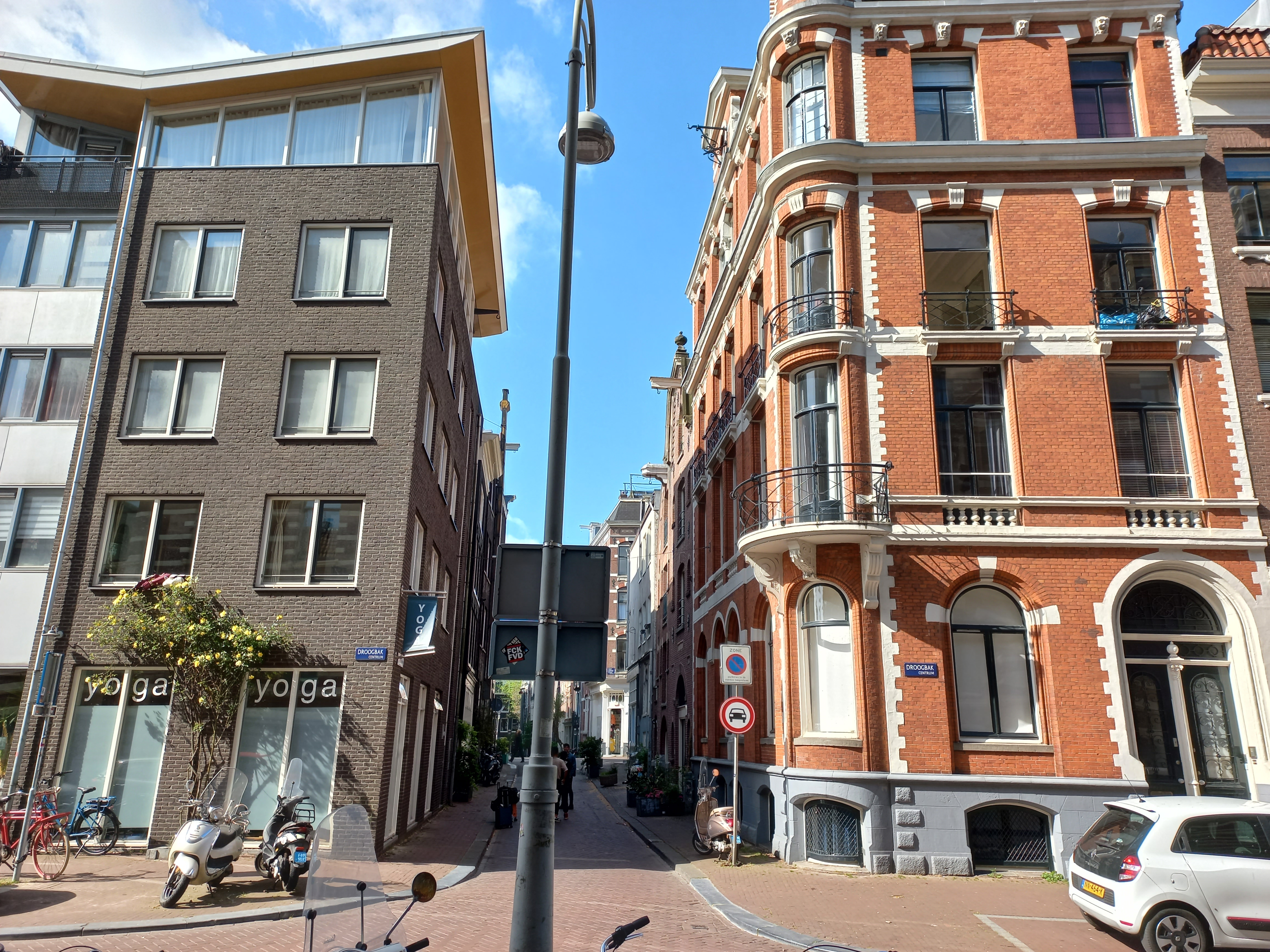
Ingang vanaf Droogbak met recht creatie van Bleijs (mei 2022)